# Dorfdisko (Band)
Dorfdisko war eine Rockband aus Köln, die von 2003 bis 2008 bestand.

## Bandgeschichte
Dorfdisko wurde 2003 von Daniel Roth (* 24. Februar 1981 in Düsseldorf), Peer Hartnack (* 3. Mai 1975 in Hilden), Volker Taake (* 24. Dezember 1977 in Aachen) und Marc Pampus (* 24. Oktober 1973 in Waldbröl) gegründet. Taake verließ die Band im November 2005 aus privaten und gesundheitlichen Gründen und wurde am Bass von David Oesterling (* 1983) abgelöst. Im Januar 2008 löste sich die Band auf, nachdem Pampus und Hartnack ihren Austritt bekannt gaben.
Das erste Album Viel zu stürmisch, viel zu laut, das im Juli 2005 bei Motor Music veröffentlicht wurde, beinhaltet 11 Lieder, die hauptsächlich von der Vielseitigkeit der Liebe handeln. Das zweite Album Kurz vor Malmø wurde von Jochen Naaf produziert und erschien im Juni 2006.
Bei ihren Liveauftritten spielte die Band unter anderem mit Revolverheld, Christina Stürmer, Schrottgrenze, Roman Fischer, Hund am Strand und Klee.

## Diskografie

### Alben
- Viel zu stürmisch, viel zu laut (Motor Music, 25. Juli 2005)
- Kurz vor Malmø (Motor Music, 30. Juni 2006)

### EPs
- Unterwegs (Motor Music, 11. April 2005)
- Adieu, Adieu

### Demos
- Dorfdisko (Februar 2004)
- Santa Nirgendwo (August 2004)